# Helena Savio
Helena Savio är svensk fotograf och pedagog född 1949 i Finland. Hon är utbildad på Högskolan för Fotografi i Göteborg och har en Master of Arts från New York University. Savio arbetade under många år som huvudlärare på utbildningen Gestaltande Fotografi på Gamleby Fotoskola.

## Böcker
- Home from home/Takaisin kotiin, NuDå förlag, 2018[2]

## Utställningar
- Gallery Axel, Australia, 2018
- Stillhetens Galleri, The Time of The Oceans, 2018
- ingen, Solna libraries, Seasons in the Linnaeus Garden, 2008
- Museum of Work, Seasons in the Linnaeus Garden, 2004
- Gallery 18 percent, Forest, 2003
- Gallery Bildhuset, Seascapes, 2002
- Linnaeus’ Hammarby, Seasons in the Linnaeus Garden, 2001
- Art Gallery, Valokuvia, photographs, photographs, 1998
- Hasselblad Center, Bear Dreams, 1997
- 80 Washington Square East Galleries, Recent Photographs, 1995
- Fotohuset, Puutarha trädgård, garden, 1995
- Suomi Gallery, color photographs, 1990
- Art Museum, Metsä, skog, forest, 1989
- Gallery Space, Color Photographs, 1988[3]